# 루이 월시

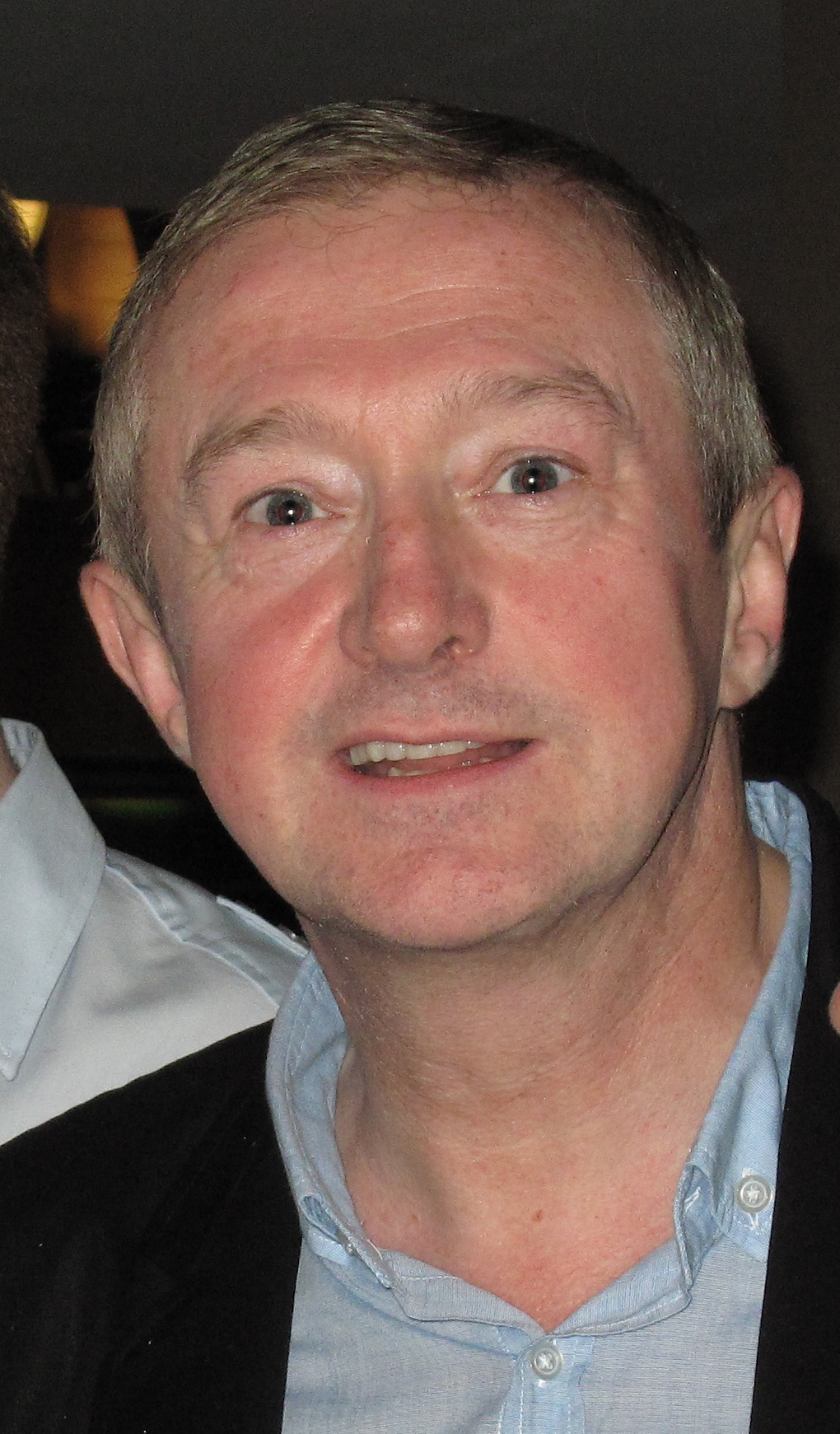
루이 월시(2009년)

마이클 루이 빈센트 월시(영어: Michael Louis Vincent Walsh, 1952년 8월 5일~)는 아일랜드의 연예 매니저로, 웨스트라이프, 보이존 등의 매니저로 유명하다. 오디션 프로그램 《더 엑스 팩터》의 심사 위원으로 활동하기도 했다.